# Liste der Einträge im National Register of Historic Places im Parker County
Die Liste der Registered Historic Places im Parker County führt alle Bauwerke und historischen Stätten im texanischen Parker County auf, die in das National Register of Historic Places aufgenommen wurden.

## Aktuelle Einträge
| Lfd. Nr. | Name                                        | Bild | Datum der Eintragung | Adresse/Lage                                        | Ort         | ID       | Beschreibung |
| -------- | ------------------------------------------- | ---- | -------------------- | --------------------------------------------------- | ----------- | -------- | ------------ |
| 1        | Byron Farmstead                             |      | 29. März 2007        | 905 Meadowview Rd.                                  | Weatherford | 07000217 |              |
| 2        | Parker County Courthouse                    |      | 21. Juni 1971        | Courthouse Sq.                                      | Weatherford | 71000957 |              |
| 3        | State Highway 89 Bridge at the Brazos River |      | 10. Okt. 1996        | I-20, 1.7 mi. W of jct. with FM 113                 | Millsap     | 96001115 |              |
| 4        | Tin Top Suspension Bridge                   |      | 19. Okt. 1983        | 2 mi. S of Tin Top on SR 1884                       | Tin Top     | 77001464 |              |
| 5        | Weatherford Downtown Historic District      |      | 23. Nov. 1990        | Roughly bounded by Waco, Water, Walnut and Lee Sts. | Weatherford | 90001745 |              |